# Loi fractale parabolique
En théorie des probabilités et en statistique, une distribution fractale parabolique est une loi de probabilité discrète pour laquelle le logarithme de la fréquence (ou la taille) des classes dans une population s'exprime comme une fonction du second degré du logarithme du rang. Ces lois permettent d'améliorer notablement la qualité de la régression par rapport à une simple relation sous la forme d'une fonction puissance.
Dans de nombreuses applications, la classe du premier rang a une fréquence ou taille plus élevée que celle que prédit le modèle fondé sur les autres classes. Cet effet est appelé l'effet roi ou King effect.

## Définition
La loi d'une distribution fractale parabolique, est telle que, si {\displaystyle X_{n}} désigne la fréquence/taille du groupe de rang n, alors
{\displaystyle \log X_{n}=\log X_{1}-b\log n-c(\log n)^{2}}
où b et c sont des paramètres de la distribution.